# Cloak of Conscience
Cloak of Conscience («la capa de la consciència») és una escultura d'Anna Chromý esculpida d'un sol bloc de marbre blanc de la mateixa pedrera excavada per Michelangelo a Carrara, Itàlia. Representa l'obra més grossa de Chromy des que va canviar de les pintures d'oli surrealistes a l'escultura el 1992. Arran de la seva feina amb Cloak, Chromy va ser la primera dona en rebre el Premi Michelangelo, premi anual per escultura el 2008.

## Dimensions
A partir d'un bloc de 250 tones, l'escultura Cloak quedà amb 45 tones i representa diversos espais buits a la part central com per sostenir dues persones adultes. L'entrada és al davant on un plega del cloak solapa l'altre. Cloak mesura 470 cm d'altura des del sòcol. En comparació amb el David mesura 517 cm quan l'alçada mitjana d'un home adult és de 180 cm.

## Història i versions
El Cloak of Conscience és la culminació de nombroses representacions de figures sense cara i buides cobertes amb una tela. La primera aparició en l'obra de Chromy fou en la pintura «To Be Or Not To Be» del 1980, la qual gira entorn l'obra Jedermann d'Hugo von Hofmannsthal i Don Giovanni de Mozart. En anterior iteracions, el Cloak ha rebut altres altres noms. A la catedral de Salzburg rep el nom de Pietà, a Praga a fora de la casa d'òpera on Mozart va interpretar per primera vegada Don Giovanni, se l'anomena commendatore; A l'illa de Sylt a la Frísia del Nord a Alemanya , on se la pot veure asseguda fora de l'església del segle xiii de Sant Severí a Keitum, se l'anomena Coat of Conscience, així com al Palau Reial de Mònaco. Aquí se la situà al jardí on la princesa Grace Kelly de Mònaco, anava a llegir a la tarda. Andrea Bocelli, el tenor italià, té un rèplica més petita a la seva casa de Forte dei Marmi, i altres propietaris privats de petites obres de Cloaks inclouen el papa Benet XVI, la família Ferragamo de Florència i la família Ferrero d'Alba.

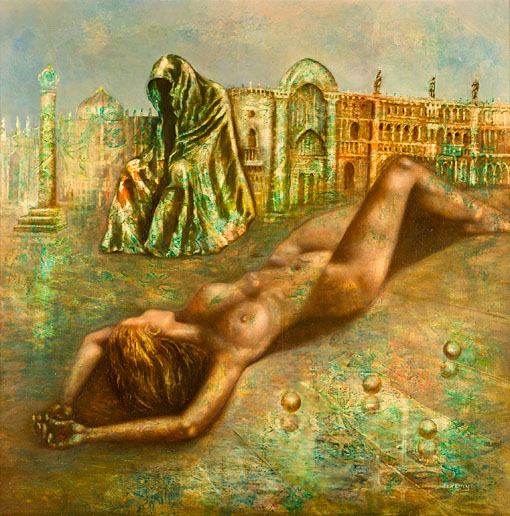
Per Ser O No per Ser Chromy, (1980)
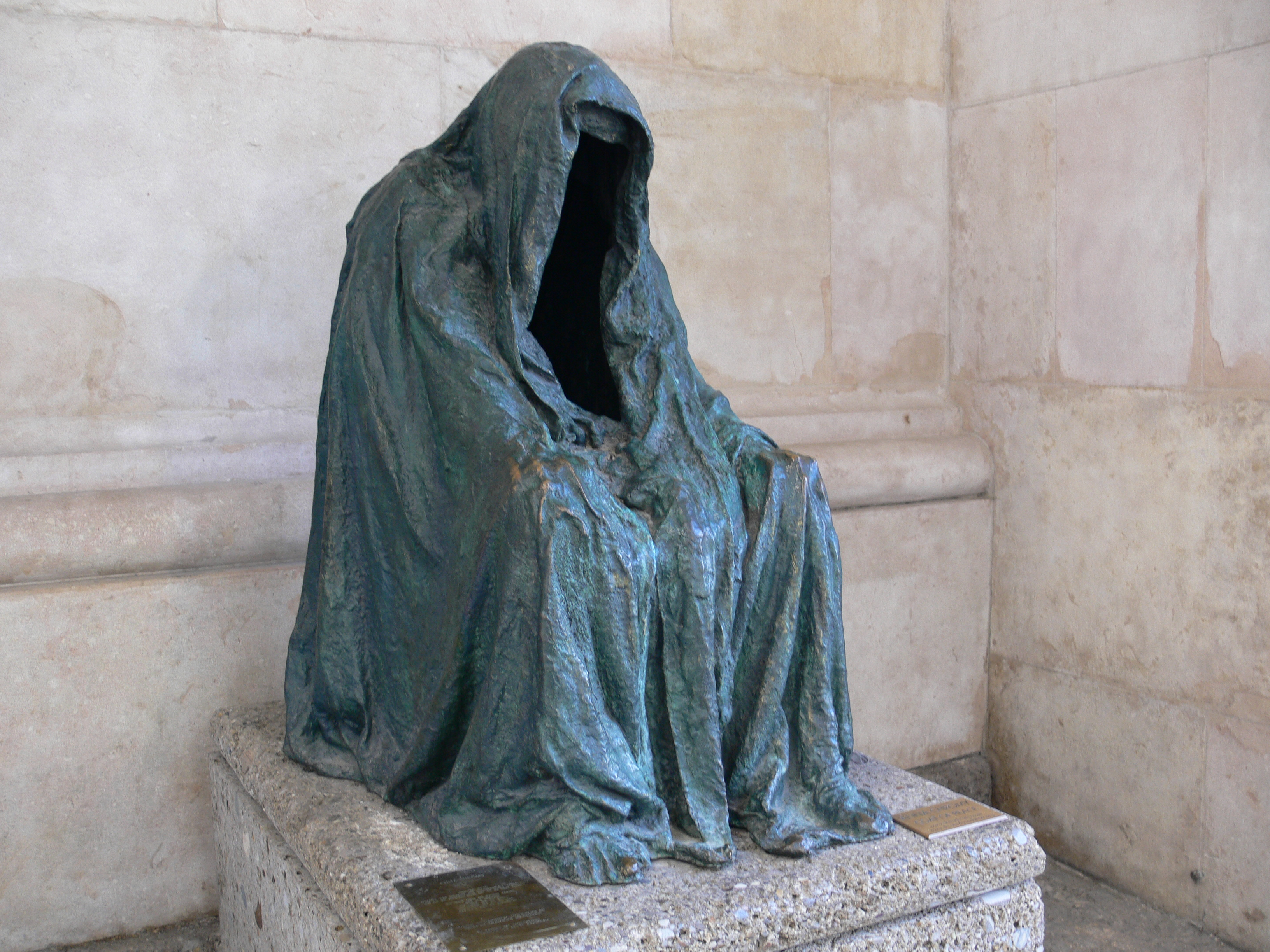
"Pietà" (Abric de Pau) en Salzburg
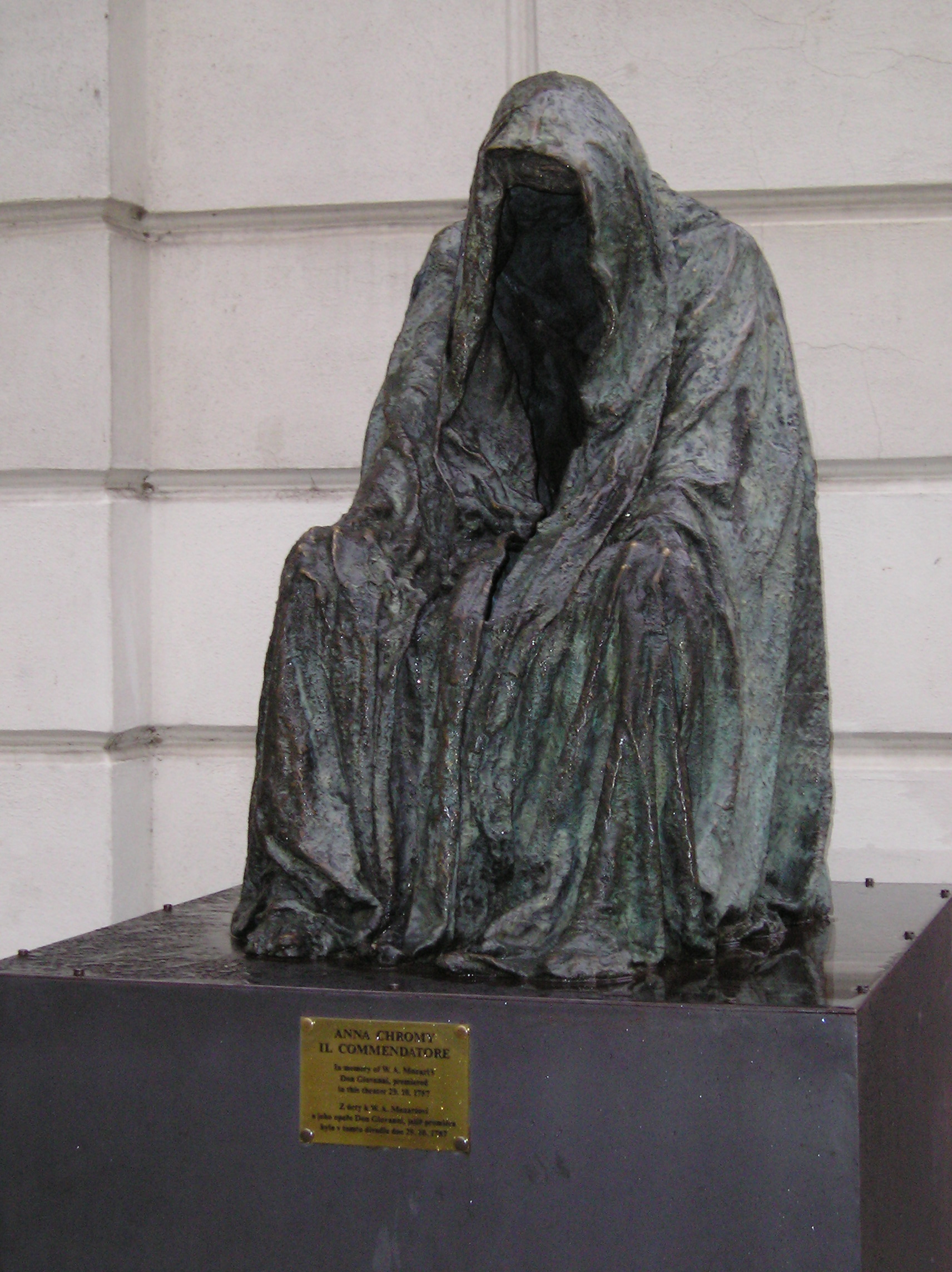
"Il Commendatore Dins Praga

Juntament amb la representació de "Heart of the World" que Anna va regalar al Papa Joan Pau II el 2002 com a reconeixement per la seva funció de protector de la paun al món, ella també li va entregar una petita versió de Cloak en bronze. Poc després l'Abat del Sagrat Convent i Basílica Papal de Sant Francesc d'Assís se li va dirigir. Li va proposar construir el Cloak com a lloc d'espiritualitat i meditació, seguint l'ensenyament de Sant Francesc qui va considerar que el propi cos o cloak és una cèl·lula en la que es poden trobar les dimensions més profundes d'un mateix. El primer fulletó que es va imprimir per promocionar la creació del Cloak, contenia la següent afirmació de Joan Pau II: “Violència mai més! Guerra mai més! Terrorisme mai més! En el nom de Déu, cada religió hauria d'aportar a la terra Justícia i Pau, Perdó i Vida, AMOR!”. Així que a inicis del 2005, es va buscar un bloc de marbre prou gran per acomodar persones en oració dins la qual. El bloc va ser finalment trobat el 24 de desembre de 2005 a la pedrera de Michelangelo a Carrara.

## Excavació i transport
L'escultura Cloak of Conscience va ser esculpida del mateix marbre blanc pur de Carrara el marbre afavorit per Romà i pels escultors del Renaixement. La qualitat robusta i estètica que resulta de la varietat d'aquest marbre es devia al mètode pel qual fou sotmès a altes temperatures i pressió durant milions d'anys a la Terra. Això ha causat el seu metamorfisme de calcària o roca dolomia d'un material compost per un mosaic entrellaçat de cristalls de carbonat de calci. Típicament el marbre obté el seu color i patrons de la presència d'impureses minerals com argila, llim, sorra, òxids de ferro o chert, qualsevol del qual podria haver-hi estat present en forma granular dins la calcària original. La veritat pura i blanca d'aquest marbre trobat per Michelangelo a la pedrera de Carrara, resulta de l'absència completa de tals impureses en la calcària de que es va originar.
De 250 tones, el centre del bloc original de marbre va ser perforat a la pedrera de Michelangelo per reduir-ne el seu pes el màxim possible per transportar-lo per la carretera costeruda i ventosa cap a l'Estudi de Michelangelo a Carrara. Això va suposar un repte logístic i una planificació acurada amb paciència per assegurar-ne el trasllat segur a l'estudi.

## Estil
L'escala de l'obra de Chromy Cloak of Conscience i la seva lluminositat del marbre de Carrara recorda l'art de Bernini (1598–1680): la "carn" i la tela renderitzades en pedra - el qual contrasta oposadament amb les qualitats naturals del material utilitzat. Això ha fet que es referís com a l'"art de la petrificació', recordant les històries d'Ovidi sobre l'animisme i o les 'actituds diverses' de com algunes escultures de marbre poden ser talment equivocar la percepció de veritat de les persones, en una operació inversa adreçada a l'ambigüitat tradicional de l'escultura.
L'objectiu aparent dels escultors del Barroc com Bernini era aconseguir la possibilitat que el marbre pogués aparèixer en ambdós estats de sòlid i translúcid, i per això hauria d'aparentar una plasticitat i lleugeresa que és radicalment oposada a la qualitat natural del material. Michelangelo també, era un gran metre a crear la impressió de carn de marbre, com es pot comprovar amb el seu David. Tanmateix Chromy referencia aquesta tradició amb un inversió de la il·lusió de carn pedra. Primer de tot no hi ha cap positiu anàlog de cos humà amb el que podem comprometre la vista del teixit tou, el qual gairebé sempre necessita que es visualitzi una mínima nuesa.
En comptes d'això l'obra està dominada pels plecs de tela i el volum absent d'un cos, tot això implica pes — tant de pes que de fet que podem anomenar l'obra com a edifici (o una escultura arquitectònica) fins i tot un 'capella', i com a tal potser té més en comú amb l'ús de marbre dins l'arquitectura que dins l'escultura.
Per contrast el procediment de Rachel Whiteread per fer volums positius fora de l'espai negatiu, Chromy construeix un espai negatiu fora d'un volum sòlid: el cos humà. El marbre per això esdevé un material de força, un material estructural, que es compromet amb la il·lusió lluminositat — d'aquesta manera és una aproximació diferent a 
l'obra de Chromy feta amb bronze la qual s'inspira en l'escultura de la Grècia Antiga, desafiant les forces gravitacionals per capturar el dinamisme del cos humà, moltes de les quals poden ser vistes al Museu Arqueològic Nacional d'Atenes, el qual conté la col·lecció més rica d'obres de l'antiguitat grega a tot el món.
És a fora d'aquest museu que una rèplica de Cloak, anomenada 'Coat of Peace' va ser col·locada seguint les indicacions d'Anna Chromy a l'exposició "Antique Myths" el 2007, junt a moltes de les seves escultures de bronze que també van ser mostrades, juntament amb la seva obra Sysiphus (2003).

## Inspiració
Quan fou preguntada sobre la seva inspiració per Cloak of Conscience, Anna Chromy va citar Albert Einstein: "L'experiència més bonica que podem tenir és allò misteriós. És l'emoció fonamental que se sosté al bressol de l'art vertader i la ciència certa...". Chromy explicà que la seva visió mentre es posava a treballar en Cloak era crear alguna cosa a partir del "brillant marbre blanc" que era "la imatge física de l'Harmoni: harmonia entre l'home, la naturalesa i tot el que ha estat creat".

## A Cloak For The World
Per commemorar la conclusió de la seva escultura Cloak of Conscience després de 5 anys de feina, Anna Chromy va publicar A Cloak Pel Món, una obra d'art replicada la qual dissecciona The Cloak of Conscience vestida amb les banderes nacionals de 200 països d'arreu del món. Aquesta obra d'art seria alliberada el novembre de 2010.